# Nachrichtenjournal
Nachrichtenjournal bezeichnet eine Sendungsform im Fernsehen, die sich durch tagesaktuelle Nachrichten, hintergründige Informationen und erklärte Zusammenhänge auszeichnet. Im deutschen Fernsehen gehören dazu insbesondere die tagesthemen der ARD und das heute-journal des ZDF. Sie strahlen jeden Abend eine halbstündige Nachrichtensendung aus, die neben einer Zusammenfassung der Ereignisse des Tages (worin Tagesschau um 20 Uhr und heute um 19 Uhr ihre Hauptaufgabe sehen) vor allem Geschehnisse einordnen und erklären möchten. Nachrichtenjournale enthalten dementsprechend auch längere Beiträge, Interviews und Kommentare.